# Pierre Lambert de la Motte
Pierre Lambert de la Motte, M.E.P. (16. ledna 1624 La Boissière – 15. června 1679 Ajutthaja) byl francouzský římskokatolický duchovní, biskup a spoluzakladatel Společenství zahraničních misií v Paříži.

## Život
Narodil se 16. ledna 1624 v La Boissière.
Vstoupil do kněžského semináře a po teologickém studiu byl 27. prosince 1655 vysvěcen na kněze. Jezuitským knězem Alexandrem de Rhodes byl spolu s François Palluem a Ignace Cotolendim vybrán jako misionář do Asie.
Dne 29. července 1658 jej papež Alexandr VII. jmenoval apoštolským vikářem Kočinu a titulárním biskupem z Bejrútu. Biskupské svěcení přijal 11. června 1660 z rukou arcibiskupa Victora Le Bouthilliera. Spolu s biskupy Palluem a Cotolendim založili roku 1658 Společenství zahraničních misií v Paříži. Dne 26. listopadu 1660 opustil Francii. O 18 měsíců později dorazil do Mergui v Siamu. Biskup Pallu se k biskupovi Lambertovi připojil v hlavním městě Siamu a biskup Cotolendi zemřel 6. srpna 1662 po příjezdu do Indie.
V letech 1665–1666 založili generální seminář ve městě Ajutthaja. Roku 1669 vyrazil s dalšími kněžími do Tonkinu, aby zde nechal vystavět kostel a zřídil kongregaci Sester milovnic Svatého Kříže.
Zemřel 15. června 1679 v Ajutthajy.

## Proces svatořečení
Proces byl zahájen 13. ledna 2024 v diecézi Phan Thiết.